# Дом Ханжонкова (Таганрог)
Дом Ханжонкова — старинный особняк в Таганроге (ул. Греческая, 36).

## История дома
Одноэтажный дом на улице Греческой, 36 в городе Таганроге Ростовской области построен в конце XIX века.
Известны бывшие владельцы здания. Первым его собственником был дворянин Михаил Павлович, носивший известную на Дону фамилию Ханжонков.  Многие носители этой фамилии имели отношение к военной службе, носили звания есаулов, сотников, подполковников, полковников, генералов. Двадцатишестилетний отставной канцелярский служитель Михаил Павлович Ханжонков и восемнадцатилетняя невеста Екатерина, дочь таганрогского купца Михаила Петровича Соколова, 14 апреля 1895 года обвенчались в Троицкой церкви Таганрога. В 1910-х годах они продали дом казачке Евгении Захаровне Хованской. После октябрьской революции и до 1925 года дом был в собственности матери служащего В. П. Черевкова.
В годы советской власти дом был национализирован, в настоящее время это многоквартирный жилой дом.

## Архитектурные особенности
Одноэтажный кирпичный дом  семьи Ханжонковых на улице Греческой, 36 привлекает внимание асимметричностью в декоре, изысканностью форм. Медальон Медузы в его лепнине часто используется в архитектурном декоре. Здание имеет четырехскатную крышу, пять окон на фасаде. Вход в здание устроен через пристройку в его левой стороне.   Дом кирпичный, симметричной конструкции. Фасад, в отличие от боковых стен, оштукатурен. Выкрашен в серый цвет, мелкие архитектурные элементы выделены белым цветом
Проезд во двор дома осуществляется через декоративные железные ворота на двух кирпичных столбах. Здание имеет межэтажный карниз с декоративными кронштейнами,  окна украшены пилястрами, лепниной, прямоугольными сандриками.   Полуколонны коринфского ордера с капителью украшают окна левой части дома .